# 13667 Samthurman
13667 Samthurman eller 1997 GT37 är en asteroid i huvudbältet som upptäcktes den 5 april 1997 av NEAT vid Haleakalā-observatoriet. Den är uppkallad efter Sam Thurman.
Den tillhör asteroidgruppen Nysa.